# Duality (песня)
Duality — первый сингл группы Slipknot к альбому «Vol. 3: The Subliminal Verses» и четвёртый трек на нём. Также песню можно услышать в концертном альбоме группы 9.0: Live.

## Видеоклип
Музыкальное видео было снято 27 марта 2004 года за шесть миль за Де-Мойном, родным городом музыкантов. Видео начинается с вида огромной толпы подростков и взрослых, бегущих к заброшенной ферме, где Slipknot исполняют свою песню. Толпа врывается в дом через окна или двери, которые они предварительно разбивают. В здании фанаты группы и сами Slipknot устраивают слэм, в результате которого фанаты пробивают в некоторых местах пол и стены в доме. Посередине песни вокалист группы Кори Тейлор выставляет свою руку вперёд, тем самым приказывая толпе успокоиться. Фанаты замирают и в начале третьего повторения припева Кори опускает руку и толпа снова начинает «отрываться» под музыку.
Видео было снято в доме «мэггота» — фаната группы Slipknot. Он сказал, что группа может использовать его дом для съёмок клипа. Slipknot приглашали всех, кто хотел участвовать в съёмках видео работы. Семья фаната не была против, так как дом подлежал ремонту, однако ожидала незначительные повреждения. В съёмках клипа приняло участие более 500 фанатов группы. Они собрались со всего мира, в том числе из России и Украины. В результате неистовые фанаты нанесли крупные повреждения как домашней, так и уличной утвари включая: баскетбольный щит, потолок, люстру, окна, двери, целую кухню, коврики, лужайку, проезд, водостоки и т. д. По слухам Slipknot был предъявлен иск за то повреждение, которое они нанесли дому. Лейбл Roadrunner выплатил семье фаната $50,000 компенсации за причинённый ущерб.
В данном клипе Slipknot появляются в своих новых масках, созданных в честь выхода нового альбома группы Vol. 3: The Subliminal Verses.
Сингл версия песни, представленная в клипе, длится 3 мин. 33 с.

## Чарты
| Чарт (2004)                            | Пик позиции |
| -------------------------------------- | ----------- |
| Бельгия/Фландрия (Ultratop 50)         | 7           |
| Бельгия/Валлония (Ultratop 50)         | 37          |
| Франция (SNEP)                         | 74          |
| Германия (GfK)                         | 38          |
| Ирландия (IRMA)                        | 43          |
| Италия (FIMI)                          | 27          |
| Нидерланды (Single Top 100)            | 63          |
| Шотландия (OCC Scotland)               | 16          |
| Швеция (Sverigetopplistan)             | 35          |
| Швейцария (Schweizer Hitparade)        | 87          |
| Великобритания (OCC UK Rock & Metal)   | 1           |
| Великобритания (OCC UK Singles)        | 15          |
| США (Billboard Bubbling Under Hot 100) | 6           |
| США (Billboard Mainstream Rock)        | 5           |
| США (Billboard Alternative Airplay)    | 6           |

## Сертификации
| Регион                                                                      | Сертификация | Продажи |
| --------------------------------------------------------------------------- | ------------ | ------- |
| Великобритания (BPI)                                                        | Платиновый   | 600 000 |
| Данные о продажах + прослушиваниях приведены только на основе сертификации. |              |         |

## Список композиций
1. «Duality (Album Version)»
2. «Don't Get Close»
3. «Disasterpiece (live)»